# Municipio de Walker (Nebraska)
El municipio de Walker (en inglés: Walker Township) es un municipio ubicado en el condado de Platte en el estado estadounidense de Nebraska. En el año 2010 tenía una población de 247 habitantes y una densidad poblacional de 1,78 personas por km².

## Geografía
El municipio de Walker se encuentra ubicado en las coordenadas 41°40′27″N 97°46′4″O / 41.67417, -97.76778. Según la Oficina del Censo de los Estados Unidos, el municipio tiene una superficie total de 138.6 km², de la cual 138,57 km² corresponden a tierra firme y (0,02 %) 0,03 km² es agua.

## Demografía
Según el censo de 2010, había 247 personas residiendo en el municipio de Walker. La densidad de población era de 1,78 hab./km². De los 247 habitantes, el municipio de Walker estaba compuesto por el 98,79 % blancos, el 1,21 % eran amerindios. Del total de la población el 0 % eran hispanos o latinos de cualquier raza.